# Жизнь и страдания Ивана Семёнова
«Жизнь и страдания Ивана Семёнова» — советский комедийный кукольный мультипликационный фильм режиссёров Николая Серебрякова и Вадима Курчевского в 1964 году по мотивам повести «Многотрудная, полная невзгод и опасностей жизнь Ивана Семёнова, второклассника и второгодника» Льва Давыдычева.

## Сюжет
Второклассник Иван Семёнов опаздывал в школу, но по дороге воображал себя то командиром отряда солдат, то пенсионером. На уроке учительница спросила его: «Семёнов, ты опять уроки не сделал?» и поставила двойку. Семёнов ответил: «У меня вчера живот болел. Больной я.» Одноклассники засмеялись: «Опять больной!» На перемене школьница повесила стенгазету «Наши двоечники», сверху был нарисован Семёнов. Мальчик побежал по коридору, 
споткнулся и набил шишку, обрадовался, что он больной, и побежал в медпункт. По пути он воображал, как доктора его пожалеют и отпустят на пенсию. Наткнувшись на строгого врача мальчик живо вернулся на урок. Но учиться Семёнов не хотел, ему было лень, на уроке он не слушал, а мечтал полететь на Луну и закрыть школу на каникулы... Одноклассница признала его УО (умственно отсталым) и напоминала о том, что все ребята в люди выйдут, а он - так дураком и умрёт. Семёнов представляет, как он стареет. Он кричит им "Ау!", а ему в ответ "Уо!". Через какое-то время Семёнов умирает, и все одноклассники отпевают усопшего и плачут. Однако, в самом деле они смеются над ним. Рассердившись, Семёнов собирается доказать, что может сделаться круглым отличником. По дороге домой он терпит насмешки от вороны и малыша, которые дразнят его УО. Мальчик не обращал внимания на насмешки и, вернувшись домой, сразу сел на уроки. Он подумал, что закончит школу наотлично и получит аттестат. Семёнову надоело делать уроки и он решил вздремнуть, однако он вспомнил слова одноклассницы и решил не отлынивать от уроков. На следующий день мальчик выходит из подъезда довольный, а вороны и малыш говорят ему "Ура!". Придя в школу, Семёнов доказывает, что он может стать отличником и как бы он всех на буксир не взял и идёт на уроки.

## Над фильмом работали
- Сценарий: Александра Хмелика
- по повести: Льва Давыдычева
- Режиссёры и Художники: Вадим Курчевский, Николай Серебряков
- Оператор: Теодор Бунимович
- Композитор: Андрей Бабаев
- Звукооператор: Борис Фильчиков
- Монтажёр: Лидия Кякшт
- Художники: Вячеслав Шилобреев, Павел Петров, Тамара Полетика, Юрий Кузюрин, Мария Зубова
- Куклы и декорации выполнили: В. Куранов, Олег Масаинов, Павел Гусев, Борис Караваев, Владимир Аббакумов, Лилианна Лютинская, Светлана Знаменская, Вера Калашникова, Галина Геттингер, Марина Чеснокова, Фёдор Олейников, Семён Этлис, Валентин Ладыгин, Павел Лесин
- под руководством: Романа Гурова

## Роли озвучивали
- Клара Румянова — школьник Иван Семёнов
- Тамара Дмитриева — одноклассница Семёнова
- Антонина Дмитриева — учительница
- Михаил Яншин — первый врач
- Анатолий Папанов — второй врач
- Георгий Вицин — третий врач

## Отзывы
Теме «трудного» ученика посвящён и оригинальный по изобразительному решению цветной кукольный фильм «Жизнь и страдания Ивана Семенова»(1964), созданный по мотивам популярной у школьников повести пермского писателя Л. Давыдычева драматургом А. Хмеликом и режиссёрами В. Курчевским и Н. Серебряковым.
Юмор и ирония, начинающиеся уже собственно с самого названия фильма, подчёркнуты и заострены в нём двумя сопоставляющимися планами, в одном из которых дана действительность, в другом — представления школьника. В фильме мы встречаемся с сухой педантичной учительницей, не умеющей заинтересовать ученика и ставящей ему двойку, с пародийно осмысленными «мучениями» ученика Ивана Семёнова, мечтающего «не ходить в школу».
Изобразительной находкой фильма является экзаменационная комиссия — за длинным столом педсовета, перед которым проходит Семёнов, вместо учителей восседают традиционно школьные портреты русских писателей-классиков, укоризненно качающие головами.
— Асенин С. В. Волшебники экрана, Издательство «Искусство», 1974. Тираж 10 000 экз. Раздел: Первые в жизни фильмы. Воспитание без нравоучения. Стр. 204-205.